# 4105 Tsia
4105 Tsia (1989 EK) là một tiểu hành tinh vành đai chính được phát hiện ngày 5 tháng 3 năm 1989 bởi Eleanor F. Helin ở Palomar.